# Lijst van ministers van Monumentenbescherming van de Duitstalige Gemeenschap
Dit is een lijst van ministers van Monumentenbescherming in de regering van de Duitstalige Gemeenschap.

## Lijst
| Nr.                                       | Minister                 | Partij | Partij | Begin           | Einde            | Regering(en) | Bevoegdheid           |
| ----------------------------------------- | ------------------------ | ------ | ------ | --------------- | ---------------- | ------------ | --------------------- |
| 1                                         | Marcel Lejoly (1948)     |        | SP     | 30 januari 1984 | 11 november 1986 | Fagnoul      | Cultureel Erfgoed     |
| vacant (11 november 1986-19 januari 1994) |                          |        |        |                 |                  |              |                       |
| 2                                         | Joseph Maraite (1949)    |        | CSP    | 19 januari 1994 | 13 juni 1995     | Maraite II   | Monumenten en Sites   |
| 3                                         | Wilfried Schröder (1942) |        | CSP    | 13 juni 1995    | 6 juli 1999      | Maraite III  | Monumenten en Sites   |
| 4                                         | Hans Niessen (1950)      |        | Ecolo  | 6 juli 1999     | 6 juli 2004      | Lambertz I   | Monumentenbescherming |
| 5                                         | Isabelle Weykmans (1979) |        | PFF    | 6 juli 2004     | 30 juni 2009     | Lambertz II  | Monumentenbescherming |